# 강대련
강대련(姜大蓮, 일본식 이름: 渭原馨(이하라 가오루), 1875년 ~ 1942년)은 한국의 승려이다. 호는 금허(錦虛)이다. 본관은 진주이다.

## 생애
경상남도 진주 출생으로, 14세에 금강산에서 출가하여 불교 승려가 되었다.
1905년 명진학교를 졸업한 후 이회광이 종정으로 있던 원종종무원의 서무부장 등을 거쳐 1911년 수원 용주사의 주지가 되었다. 1915년에는 삼십본산연합사무소의 초대 위원장에 올라 불교계의 실력자로 부상하였고, 수차례에 걸쳐 위원장과 상치원(常置員, 상무위원)을 중임하였다. 그가 세운 불교중앙학림은 후에 불교계 대표 사학인 동국대학교로 발전했다.
강대련은 친일 성향이 강한 승려였다. 1919년 3·1 운동 직후 삼십본산연합사무소 위원장 자격으로 일본에 제출한 〈조선불교기관 확장의견서〉에는 한국과 일본의 왕실, 귀족 여성을 상대국의 승려와 결혼시키면 양국의 화합에 도움이 될 것이라는 의견이 들어 있을 정도였다. 이 의견서로 인해 불교계 내부에서는 반발이 심했고, 강대련을 공개적으로 성토하고 축출하려는 움직임이 벌어져 명고축출(鳴鼓逐出) 사건 끝에 주모자들은 실형을 선고받기까지 했다.
그러나 강대련은 민족주의 계열 세력에 의한 명고축출을 도리어 자랑스럽게 생각하고 스스로 명고산인(鳴鼓山人)이라는 별호를 지어 붙였다. 불교계 개혁파였던 승려 강신창은 강대련을 가리켜 공공연히 '조선불교계의 큰 악마'라고 불렀다.
사망할 때까지 용주사 주지를 지내면서 조선총독부와 유착한 행보를 보였고, 교권을 놓고 또다른 친일 승려 이회광과는 대립하기도 했다. 말년에 중일 전쟁과 태평양 전쟁이 발발하자 일본군을 위한 법요식을 지내고 거액의 국방헌금도 헌납했다.
민족문제연구소가 2008년 발표한 친일인명사전 수록예정자 명단 불교 부문에 포함되었고, 2007년 대한민국 친일반민족행위진상규명위원회가 발표한 친일반민족행위 195인 명단에도 들어 있다.

## 평가
“조선 불교계의 큰 악마” 또는 “관청과 도제를 속이고 사익만을 도모하는 악마”라는 비난을 받았다.

## 같이 보기
- 용주사
- 삼십본산연합사무소

## 참고 문헌
- 친일반민족행위진상규명위원회 (2007년 12월). 〈강대련〉 (PDF). 《2007년도 조사보고서 II - 친일반민족행위결정이유서》. 서울. 1890~1901쪽쪽. 발간등록번호 11-1560010-0000002-10. [깨진 링크(과거 내용 찾기)]
- 임혜봉 (2005년 3월 1일). 〈강대련 : 불교계 대악마로 명고축출당한 승려〉. 《친일 승려 108인》. 서울: 청년사. 156~191쪽쪽. ISBN 9788972783848.
- 임종국 (1991년 2월 1일). 〈초기 종교침략과 친일파〉. 《실록 친일파》. 반민족문제연구소 엮음. 서울: 돌베개. ISBN 8971990368.